# USCGC Eagle
STS USCGC Eagle – 3 masztowy bark, który został zbudowany w 1936 roku w Hamburgu jako szkolny okręt Niemieckiej Marynarki Wojennej i nadano mu imię Horst Wessel.

## Historia i rejsy

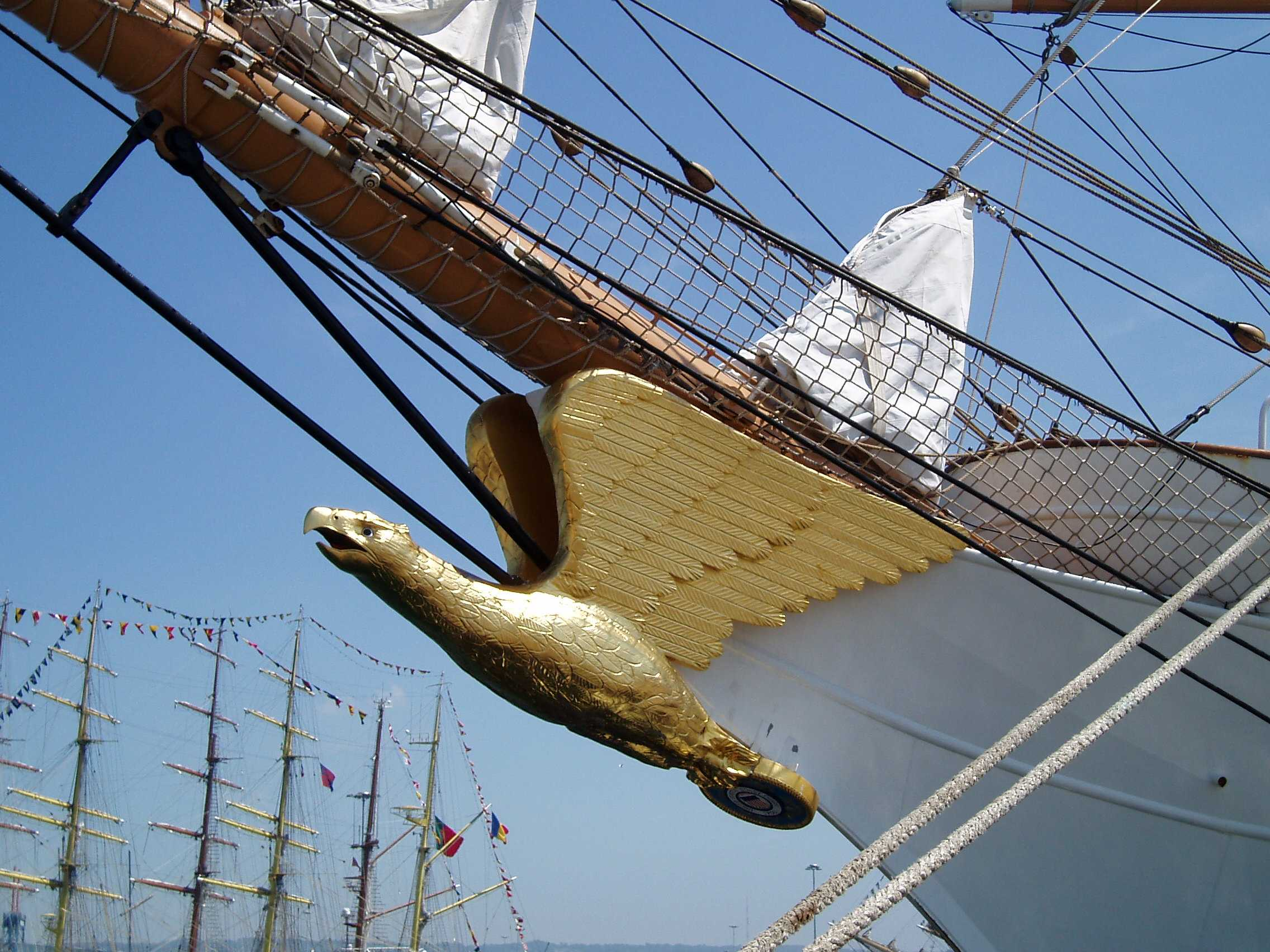
Galion żaglowca USCGC "Eagle"

Podczas ceremonii wodowania, wykonano słynne zdjęcie z Augustem Landmesserem. Od 1939 roku pełnił podczas operacji wojennych na Bałtyku rolę transportowca wojennego. Po 1945 r. przekazany Stanom Zjednoczonym w ramach reparacji wojennych. Został żaglowcem US Coast Guard Academy, nadano mu imię Eagle (ang. tłum. Orzeł), która wywodziła się z tradycji i historii amerykańskich kutrów celnych. 
W 1972 roku "Eagle" uczestniczył w regatach Opsail, jako trzeci wielki żaglowiec obok "Daru Pomorza" i "Gorcha Focka". Przeciął linię mety jako trzeci.

## Jednostki podobnego typu
- Gorch Fock – okręt szkolny, statek muzeum, (ex Towariszcz), bandera niemiecka;
- Gorch Fock II – okręt szkolny niemieckiej Marynarki Wojennej (Deutsche Marine), bandera niemiecka;
- Sagres II – żaglowiec (ex Albert Leo Schlageter), bandera Portugalii;
- Mircea – szkolny okręt, bandera Rumunii.